# Acmadenia maculata
Acmadenia maculata är en vinruteväxtart som beskrevs av I. Williams. Acmadenia maculata ingår i släktet Acmadenia och familjen vinruteväxter. Inga underarter finns listade i Catalogue of Life.